# Algenib

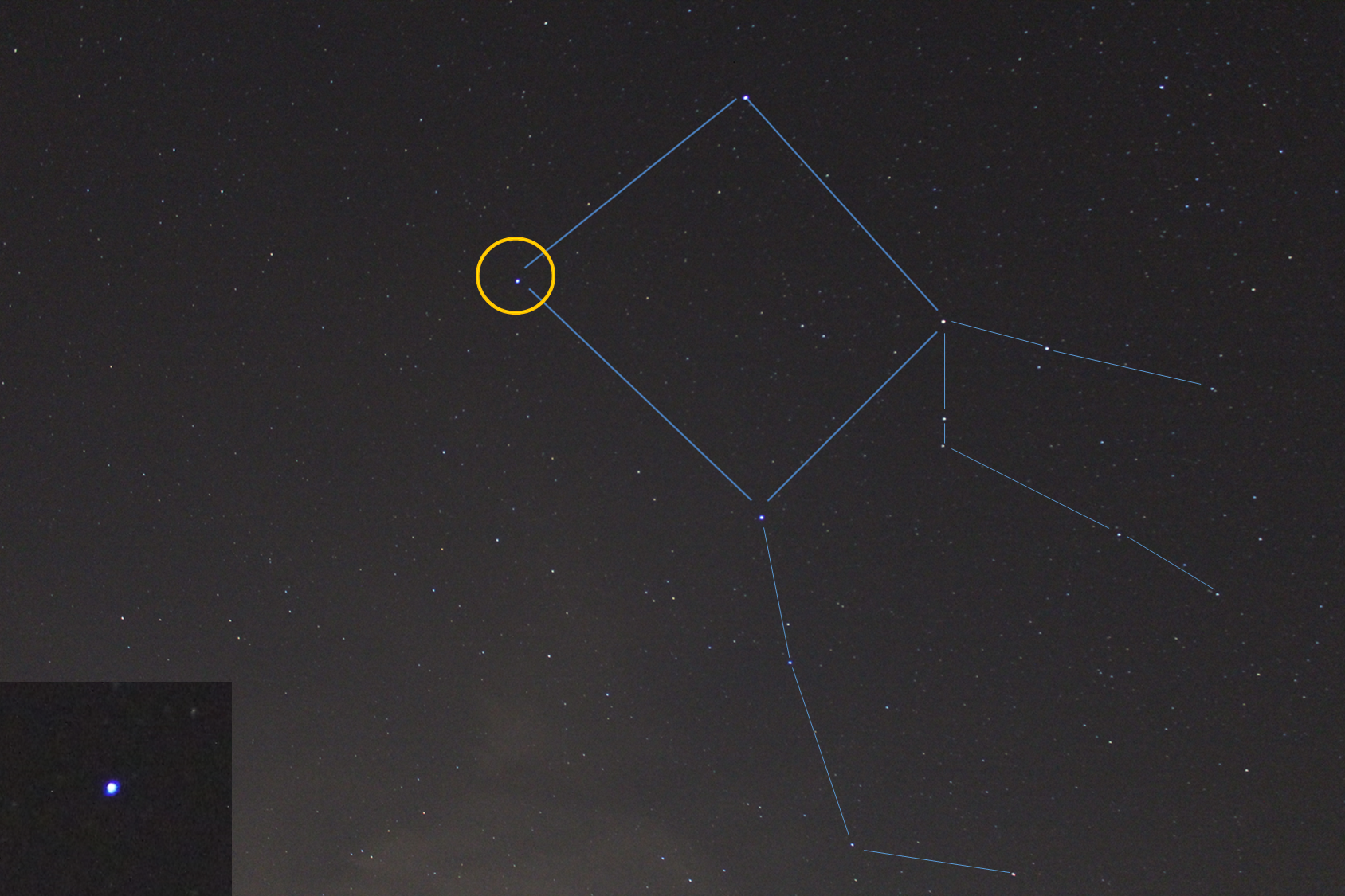
Situació d'Algenib a Pegàs i Imatge d'aquest estel.

És un estel a la constel·lació del Pegàs de magnitud 2,8 (el 4t més brillant de la constel·lació) forma part de l'asterisme del quadrat de pegàs. També s'anomena γ Pegasi, 88 Pegasi o HIP 1067. En aquest estel convergeixen dues línies de la constel·lació de pegàs, una provinent de Markab (α Pegasi) i una altra provinent d'un estel actualment assignat a Andròmeda, Sirrah (α Andromedae).